# Harry Vinter
Harry Vinter (født 24. juli 1951 i Hornslet) er uddannet bibliotekar. Han var formand for Den Danske Forening fra 2000 til 2007 og var fra 2006 til 2021 redaktør af foreningens tidsskrift Danskeren/Indsigt Udsyn.
Harry Vinter tog realeksamen fra Østre Skole i Grenaa i 1968, HF-eksamen fra Grenaa Gymnasium i 1974 og eksamen som bibliotekar fra Danmarks Biblioteksskole i København i 1983. 
Han arbejdede indtil pensioneringen i 2016 som informationsmedarbejder ved Japan External Trade Organization (JETRO), Copenhagen Office. 
Harry Vinter er gift og har to voksne børn. Han bor i Holbæk. 
Harry Vinter er socialist og var medlem af SF i 1970'erne. Han er modstander af at give en reaktionær bevægelse som islam nogen som helst indflydelse i Danmark og har derfor været aktivt medlem af Den Danske Forening siden 1988.  